# Мыриков, Николай Степанович
Никола́й Степа́нович Мы́риков (19 декабря 1926, Владимирская губерния — 6 марта 2011, Москва) — генерал-лейтенант милиции, начальник ГУВД Мосгорисполкома (1991), комендант Москвы в августе 1991 года по решению ГКЧП.

## Биография
Родился 19 декабря 1926 года в деревне Мишнево (ныне — в Камешковском районе Владимирской области).
Отец Николая Степан Васильевич вначале крестьянствовал, а потом выучился на столяра. Мама Мария Ивановна занималась детьми, их в семье Мыриковых было пятеро. В девятилетнем возрасте Николай вместе с родителями переехал в знаменитое своими барскими домами, усадьбами и храмами село Патакино, в котором его отцу предложили работу. Здесь Николай пошёл в школу, но успел окончить только шесть классов, как настал новый переезд, теперь уже в Москву, где и продолжил учёбу.
Когда началась Великая Отечественная война, Николай, как и многие молодые москвичи, рвался на фронт, но районный военный комиссар отклонил его настойчивую просьбу, ссылаясь на возраст юноши. В апреле 1942 года шестнадцатилетний Николай пошёл работать на 2-й Государственный шарикоподшипниковый завод, размещавшийся в Москве на Шаболовке. Вначале трудился учеником слесаря по ремонту оборудования, а потом стал получать самостоятельные производственные задания. В 1942 году вступил в ВЛКСМ. Проработав на заводе 4 года, стал слесарем 6-го разряда.
В 1946 году по комсомольской путёвке был направлен на службу в Министерство государственной безопасности СССР (МГБ СССР). В июле 1946 года он был зачислен курсантом в школу, в которой успешно прошёл курс молодого бойца, и в конце августа был назначен на должность разведчика 2-й категории 2-го отделения 3-го отдела Управления охраны № 2 МГБ СССР, которое 25 декабря 1946 года вместе с Управлением охраны № 1 и Управлением коменданта Московского Кремля были объединены в Главное управление охраны (ГУО) МГБ СССР. В мае 1947 года Мырикову было присвоено звание старшины, а в октябре 1947 года — младшего лейтенанта и он был назначен на должность офицера охраны. В 1951 году вступил в ВКП(б).
В 1954 году Мырикову присваивают звание старшего лейтенанта, а в 1955 году он проходит переаттестацию и становится старшим лейтенантом милиции. Некоторое время служил в 8-м отделении Отдела по регулированию уличного движения (ОРУД) Главного управления милиции, а затем был назначен сотрудником 18-го отделения Управления московской милиции. С 1955 года служил в 20-м отделении ОРУД ГУВД Москвы — инспектором, старшим инспектором, инспектором службы, старшим инспектором службы. В 1958 году был выдвинут на должность помощника начальника отделения, а через год он становится начальником 10-го отделения ОРУД. Поступил в вечернюю школу рабочей молодёжи № 160, которую окончил с золотой медалью. В дальнейшем получил высшее образование, окончив Всесоюзный заочный юридический институт.
В последующие годы был назначен начальником 12-го отделения ОРУД, а в 1962 году переведён в Отдел милиции Исполкома Дзержинского районного совета, где вскоре был назначен начальником этого отдела. Затем был назначен начальником Отдела регулирования уличного движения и государственной автоинспекции Управления охраны общественного порядка (УООП) Мосгорисполкома — тогда так называлось ГАИ московской милиции.
В декабре 1972 года назначен заместителем начальника Управления внутренних дел (УВД) исполкома Московского городского Совета, которое в 1973 году было преобразовано в Главное управление — ГУВД исполкома Московского городского Совета. Николай Степанович традиционно отвечал за охрану общественного порядка, и ему подчинялись по службе две третьих всего личного состава столичной милиции. В 1973—1991 годах — заместитель начальника ГУВД Мосгорисполкома, одновременно — начальник Управления по расстановке сил и средств на Олимпиаде-80, созданного при ГУВД.
Одним из самых высоких признаний заслуг Мырикова является участие Николая Степановича в заключительном этапе съёмок выдающегося многосерийного фильма «Рождённая революцией. Комиссар милиции рассказывает», удостоенного в 1978 году Государственной премии СССР. Генералу Мырикову выпала честь в десятой, заключительной, серии фильма «Последняя встреча» провести на Красной площади приём присяги молодыми милиционерами Москвы.
С 17 апреля по сентябрь 1991 года — начальник ГУВД исполкома Московского городского Совета. 19 августа 1991 года был назначен комендантом Москвы; после провала путча снят с должности.
С января 1992 года генерал-лейтенант милиции Н. С. Мыриков — в отставке.
В 1990-е годы возглавлял службу безопасности Русского национального банка. Являлся одним из учредителей ООО Охранная фирма «Московский амулет» (2002).
Жил в Москве. Умер 6 марта 2011 года.

## Награды
- 2 ордена Трудового Красного Знамени;
- 2 ордена Красной Звезды (в том числе — 08.07.1986);
- орден «Знак Почёта»;
- медали СССР и Российской Федерации.

## Адреса
в Москве
- Астраханский пер., д. 5 корп. 1 кв. 75[1].